# Арраэс, Луис
Луис Санхель Арраэс (исп. Luis Sangel Arráez, 9 апреля 1997, Сан-Фелипе) — венесуэльский бейсболист, игрок второй базы клуба Главной лиги бейсбола «Миннесота Твинс».

## Карьера
Луис Арраэс родился 9 апреля 1997 года в Сан-Фелипе, столице венесуэльского штата Яракуй. Когда он был подростком, интерес к нему проявляло несколько клубов Главной лиги бейсбола, но многих не устраивали антропометрические данные игрока. Вице-президент «Твинс» Майк Рэдклифф говорил, что он был невысоким и не слишком быстрым. Скауты других команд сомневались в том, что он способен стать силовым отбивающим. Однако, несмотря на возможные проблемы, в мае 2013 года «Миннесота» предложила Арраэсу контракт, выплатив бонус в размере 40 тысяч долларов.
В 2016 году Арраэс сыграл 114 матчей в Лиге Среднего Запада за «Сидар-Рапидс Кернелс», и с показателем эффективности 34,7 % возглавил рейтинг лучших отбивающих сезона. Он стал самым молодым с 2010 года лучшим бьющим лиги, когда подобного успеха добился Майк Траут. Луис также был включён в сборную звёзд лиги. В сезоне 2017 года он сыграл всего три матча, порвал крестообразную связку колена и выбыл до конца чемпионата. На поле Арраэс смог вернуться в 2018 году. По ходу этого сезона он играл за «Форт-Майерс Миракл» и «Чаттанугу», суммарно проведя 108 матчей с показателем отбивания 31,0 %. В ноябре он был включён в расширенный состав «Твинс».  
Сезон 2019 года Арраэс начал в АА-лиге в составе «Пенсаколы», но после удачного старта сначала был переведён в команду ААА-лиги «Рочестер Ред Уингз», а затем и в основной состав «Миннесоты», где заменил травмированного Нельсона Круса. Дебютировав в Главной лиге бейсбола он в первых шести играх выбил шесть хитов. После десяти проведённых матчей Луиса снова на короткое время перевели в ААА-лигу, но через две недели вернули в основную команду. Всего в регулярном чемпионате он сыграл в 92 матчах, отбивая с показателем 34,4 %, а тренер отбивающих «Миннесоты» Джеймс Роусон сравнил его с членом Зала славы бейсбола Тони Гвинном. По итогам года Арраэс стал обладателем командной награды лучшему новичку.
После завершения сезона 2019 года «Твинс» покинул Джонатан Скоп и Арраэс стал главным претендентом на место стартового игрока второй базы. Ему не удалось провести полноценный сезон: из 60 матчей Луис провёл лишь 32, испытывая проблемы с коленом и голеностопом. В августе в его атакующей игре наблюдался спад, не помешавший ему завершить год с показателем отбивания 32,1 %. По показателю полезности в нападении среди игроков «Миннесоты», проведших не менее половины матчей, Арраэс уступил только Нельсону Крусу и Байрону Бакстону. 